# Abari (Gruzja)
Abari – wieś w Gruzji, w regionie Racza-Leczchumi i Dolna Swanetia, w gminie Ambrolauri. W 2014 roku liczyła 122 mieszkańców.